# Silvia Costa (femme politique)
Pour les articles homonymes, voir Silvia Costa.
Silvia Costa, née le 12 juin 1949 à Florence, est une femme politique italienne. Elle est députée européenne de 2009 à 2019.

## Biographie
Diplômée en littérature moderne à l'université de Rome « La Sapienza », elle est journaliste depuis 1982. Elle collabore avec divers journaux et programmes de radio et de télévision de la RAI, et de 1978 à 1985 elle est rédactrice en chef de  Il Popolo.
Membre de l'Union catholique italienne de la presse (UCSI) du Latium, elle a été présidente de l'Académie des beaux-arts de Rome de 1995 à mars 2002 et conseillère du Consiglio nazionale dell'economia e del lavoro de 1995 à 2005.
Elle est élue à la Chambre des députés du 19 juin 1985 au 14 avril 1994 au cours des IXe, Xe et XIe législatures de la République italienne. Elle siège alors au sein du groupe de la Démocratie chrétienne, puis au sein du Parti populaire italien.
Elle est élue lors des élections européennes de 2009 dans la circonscription de l'Italie centrale et réélue le 25 mai 2014. Elle est membre du Parti démocrate.
Au Parlement européen, elle siège au sein de l'Alliance des socialistes et démocrates. Depuis la 7e législature, elle est membre de la commission de la culture et de l'éducation, qu'elle préside à partir du 7 juillet 2014 (8e législature) et a siégé au sein de la commission des droits de la femme et de l'égalité des genres de 2009 à 2012.